# Bernhard Kaiser
Bernhard Kaiser (* 1954 in Marburg) ist ein evangelischer Theologe und Hochschullehrer.

## Werdegang
Kaiser studierte von 1972 bis 1977 an der Freien Evangelischen-Theologischen Akademie (FETA) Basel (jetzt: Staatsunabhängige Theologische Hochschule Basel). 1988 wurde er an der Universität Stellenbosch (Südafrika) zum Dr. Th. mit einer Arbeit über Martin Luther und seine Vorlesung über den Römerbrief promoviert. 2007 erfolgte seine Habilitation an der Reformierten Károli-Gáspár-Universität in Budapest (Ungarn).
In den Jahren 1978 bis 1983 war er Pfarrer der Lutherischen Kirche in Chile. Danach war er von 1985 bis 2000 Dozent für Systematische Theologie, Dogmen- und Philosophiegeschichte an der Freien Theologischen Akademie (jetzt: Freie Theologische Hochschule Gießen). Als Mitbegründer und Rektor der Akademie für Reformatorische Theologie Marburg war er dort von 2000 bis 2005 Dozent für Systematische Theologie, Kirchen- und Philosophiegeschichte. 2006 gründete er das Institut für Reformatorische Theologie, dessen Geschäftsführer er ist. Im selben Jahr nahm er seine Tätigkeit als Hochschullehrer für Systematische Theologie an der Selye-János-Universität in Komárno auf, die er bis 2022 ausübte.

## Veröffentlichung (Auswahl)
- Luther und die Auslegung des Römerbriefes. Eine theologisch-geschichtliche Beurteilung. (Bonn: VKW, 1995)
- Studien zur Fundamentaltheologie. Band 1: Offenbarung (Nürnberg: Verlag für Theologie und Religionswissenschaft, 2005), ISBN 3-937965-29-7
- Christus allein. Rechtfertigung und Heiligung biblisch-reformatorisch (1. Auflage der überarbeiteten Neuausgabe; Augustdorf: Betanien Verlag, 2008), ISBN 978-3-935558-86-0
- Reformatorisch glauben. Ein Grundriß. (Nürnberg: Verlag für Theologie und Religionswissenschaft, 2010), ISBN 978-3-941750-09-8

- Christus - Glaube - Rechtfertigung. Perspektiven reformatorischer Theologie. (Nürnberg: Verlag für Theologie und Religionswissenschaft, 2012), ISBN 978-3-941750-67-8
- Christliche Ethik. Vom Leben in einer gefallenen Welt. Teil 1: Grundlagen. (Nürnberg: Verlag für Theologie und Religionswissenschaft, 2014), ISBN 978-3-95776-041-8
- Auf dem Weg zur Reformation. Studien zur Theologie Martin Luthers. (Nürnberg: Verlag für Theologie und Religionswissenschaft, 2016), ISBN 978-3-95776-061-6
- (als Herausgeber) Die Reformation, das Evangelium und die Kirche. Referate aus Anlaß des fünfhundertsten Jahrestages der Reformation. (Nürnberg: Verlag für Theologie und Religionswissenschaft, 2018), ISBN 978-3-95776-077-7